# Astra Sharmaová
Astra Sharmaová, nepřechýleně Sharma, (* 1. září 1995 Singapur) je australská profesionální tenistka singapurského původu. Ve své dosavadní kariéře na okruhu WTA Tour vyhrála jeden singlový a tři deblové turnaje. V rámci okruhu ITF získala osm titulů ve dvouhře a sedm ve čtyřhře.
Na žebříčku WTA byla ve dvouhře nejvýše klasifikována v únoru 2022 na 84. místě a ve čtyřhře pak na 91. místě. Trénuje ji David Taylor.
V nejvyšší grandslamové kategorii si zahrála finále mixu Australian Open 2019, z něhož odešli s krajanem Johnem-Patrickem Smithem poraženi od česko-amerického páru Barbora Krejčíková a Rajeev Ram. Na Australian Open 2020 pak vypadli v semifinále.

## Soukromý život
Narodila se roku 1995 v Singapuru do rodiny Devdutta Sharmy, singapurského Inda s kořeny v uttarpradéšském Azamgarhu na severu Indie. Otec se jako atlet závodně věnoval skoku do výšky. Po studiu středoškolského Rafflesova institutu absolvoval Národní univerzitu Singapuru a stal se inženýrem v oboru akustiky. Matka Susan Tan, singapurská Číňanka, během studia v dívčím římskokatolickém konventu sv. Terezy závodila v běhu na krátkých tratích.
V roce 2005 rodina emigrovala do Austrálie a usadila se v západoautralském městě Perth. Astra studovala poté na Vanderbiltově univerzitě v americkém městě Nashville obor lékařství. Zahájila tam svou tenisovou kariéru, na univerzitě ji zakončila se singlovou bilancí 94–28. Na univerzitním žebříčku Spojených států vystoupala v roce 2017 na 2. příčku dvouhry a s Emily Smithovou sdílela 1. místo ve čtyřhře.

## Tenisová kariéra
V rámci hlavních soutěží událostí okruhu ITF debutovala jako šestnáctiletá v říjnu 2011, když na turnaji v australském Kalgoorlie s dotací 25 tisíc dolarů postoupila z kvalifikace. Ve druhém kole dvouhry podlehla krajance Olivii Rogowské z třetí světové stovky. Premiérový titul v této úrovni tenisu vybojovala během července 2015 v Šarm aš-Šajchu, na turnaji s rozpočtem 10 tisíc dolarů. Ve finále přehrála druhou nasazenou Egypťanku Olu Abou Zekryovou.
V kvalifikaci okruhu WTA Tour zaznamenala první start na lednovém Hobart po obdržení divoké karty. V prvním kole však uhrála jediný gem na stou třetí hráčku žebříčku Kurumi Naraovou z Japonska. Hlavní singlovou soutěž si poprvé zahrála na Australian Open 2019, opět po zisku divoké karty do tříkolové kvalifikace. V jejím závěru porazila Rusku Irinu Chromačovovou. Na úvod melbournské dvouhry pak zvládla duel s krajankou Priscillou Honovou, než ji zastavila světová třiačtyřicítka Maria Sakkariová z Řecka. Již ve čtyřhře Australian Open 2018 debutovala v hlavní soutěži grandslamu i na túře WTA. V prvním kole je s krajankou Belindou Woolcockovou vyřadily turnajové dvanáctky Raquel Atawová a Anna-Lena Grönefeldová.
Mimo grandslam prožila premiéru v hlavní soutěži na dubnovém Volvo Car Open 2019 v Charlestonu, kde ji v první fázi zastavila Američanka Taylor Townsendová po třísetovém průběhu. O týden později postoupila na antukovém Copa Colsanitas 2019 v Bogotě do finále dvouhry i čtyřhry. Zatímco v singlu závěrečný duel se 17letou Američankou Amandou Anisimovovou z druhé poloviny první stovky nezvládla, z deblové soutěže si odvezla premiérový titul. Bodový zisk jí zajistil průlom do elitní světové stovky žebříčku dvouhry, když se 15. dubna 2019 posunula ze 102. na 100. pozici.
První singlovou trofej na okruhu WTA Tour si odvezla z charlestonského MUSC Health Women's Open 2021 hraného na zelené antuce. Ve čtvrtfinále vyhrála nad 15letou Češkou Lindou Fruhvirtovou a poté vyřadila Kolumbijku Maríi Camilu Osoriovou Serranovou. V boji o titul zdolala tuniskou turnajovou jedničku a světovou sedmadvacítku Ons Džabúrovou po třísetovém průběhu. Poprvé v kariéře tak přehrála členku elitní světové třicítky. V prvním kole Wimbledon 2021 podlehla Kristýně Plíškové ve třech setech za 1 hodinu a 39 minut.

## Finále na Grand Slamu

### Smíšená čtyřhra: 1 (0–1)
| Stav       | rok  | turnaj          | povrch | spoluhráč          | soupeři ve finále             | výsledek      |
| ---------- | ---- | --------------- | ------ | ------------------ | ----------------------------- | ------------- |
| Finalistka | 2019 | Australian Open | tvrdý  | John-Patrick Smith | Barbora Krejčíková Rajeev Ram | 6–7(3–7), 1–6 |

## Finále na okruhu WTA Tour
| Legenda                                      |
| -------------------------------------------- |
| D – dvouhra; Č – čtyřhra                     |
| Grand Slam (0)                               |
| Turnaj mistryň (0)                           |
| Premier Mandatory & Premier 5 / WTA 1000 (0) |
| Premier / WTA 500 (0)                        |
| International / WTA 250 (1–1 D, 3–1 Č)       |

### Dvouhra: 2 (1–1)
| Stav       | č. | datum      | turnaj                    | kategorie     | povrch     | soupeřka ve finále | výsledek      |
| ---------- | -- | ---------- | ------------------------- | ------------- | ---------- | ------------------ | ------------- |
| Finalistka | 1. | duben 2019 | Bogotá, Kolumbie          | International | antuka     | Amanda Anisimovová | 6–4, 4–6, 1–6 |
| Vítězka    | 1. | duben 2021 | Charleston, Spojené státy | WTA 250       | antuka (z) | Ons Džabúrová      | 2–6, 7–5, 6–1 |

### Čtyřhra: 4 (3–1)
| Stav       | č. | datum         | turnaj              | kategorie     | povrch | spoluhráčka             | soupeřky ve finále                    | výsledek         |
| ---------- | -- | ------------- | ------------------- | ------------- | ------ | ----------------------- | ------------------------------------- | ---------------- |
| Vítězka    | 1. | duben 2019    | Bogotá, Kolumbie    | International | antuka | Zoe Hivesová            | Hayley Carterová Ena Šibaharaová      | 6–1, 6–2         |
| Vítězka    | 2. | březen 2021   | Guadalajara, Mexiko | WTA 250       | tvrdý  | Ellen Perezová          | Desirae Krawczyková Giuliana Olmosová | 6–4, 6–4         |
| Finalistka | 1. | červenec 2021 | Hamburk, Německo    | WTA 250       | antuka | Rosalie van der Hoeková | Jasmine Paoliniová Jil Teichmannová   | 0–6, 4–6         |
| Vítězka    | 3  | duben 2022    | Bogotá, Kolumbie    | WTA 250       | antuka | Aldila Sutjiadiová      | Emina Bektasová Tara Mooreová         | 4–6, 6–4, [11–9] |

## Finále série WTA 125
| Legenda                  |
| ------------------------ |
| D – dvouhra; Č – čtyřhra |
| WTA 125 (1–0 D; 0–1 Č)   |

### Dvouhra: 1 (1–0)
| Stav    | č. | datum     | turnaj             | povrch | soupeřka ve finále | výsledek      |
| ------- | -- | --------- | ------------------ | ------ | ------------------ | ------------- |
| Vítězka | 1. | září 2023 | Bukurešť, Rumunsko | antuka | Sara Erraniová     | 0–6, 7–5, 6–2 |

### Čtyřhra: 1 (0–1)
| Stav       | č. | datum      | turnaj              | povrch | spoluhráčka      | soupeřky ve finále                      | výsledek |
| ---------- | -- | ---------- | ------------------- | ------ | ---------------- | --------------------------------------- | -------- |
| Finalistka | 1. | leden 2024 | Canberra, Austrálie | tvrdý  | Kaylah McPheeová | Veronika Erjavecová Darja Semeņistajová | 2–6, 4–6 |

## Tituly na okruhu ITF
| Legenda         | Legenda         |
| --------------- | --------------- |
| Turnaje W100    | Turnaje W80     |
| Turnaje W75/W60 | Turnaje W50     |
| Turnaje W35/W25 | Turnaje W15/W10 |

### Dvouhra (8 titulů)
| č. | datum         | turnaj                     | kategorie | povrch | soupeřka ve finále      | výsledek           |
| -- | ------------- | -------------------------- | --------- | ------ | ----------------------- | ------------------ |
| 1. | červenec 2015 | Šarm aš-Šajch, Egypt       | W10       | tvrdý  | Ola Abou Zekryová       | 6–3, 2–6, 6–0      |
| 2. | červenec 2017 | Târgu Jiu, Rumunsko        | W15       | antuka | Belinda Woolcocková     | 1–6, 6–2, 7–5      |
| 3. | srpen 2017    | Štýrský Hradec, Rakousko   | W15       | antuka | Vendula Žovincová       | 2–6, 6–3, 6–2      |
| 4. | červen 2018   | Baton Rouge, Spojené státy | W25       | tvrdý  | Maria Mateasová         | 6–2, 6–1           |
| 5. | červenec 2018 | Gatineau, Kanada           | W25       | tvrdý  | Victoria Rodríguezová   | 3–6, 6–4, 6–3      |
| 6. | září 2018     | Cairns, Austrálie          | W25       | tvrdý  | Destanee Aiavová        | 0–6, 7–6(7–5), 6–1 |
| 7. | březen 2019   | Irapuato, Mexiko           | W25       | tvrdý  | Verónica Cepede Roygová | 6–7(3–7), 6–4, 6–3 |
| 8. | říjen 2023    | Playford, Austráie         | W60       | tvrdý  | Joanna Garlandová       | 7–6(6), 6–0        |

### Čtyřhra (7 titulů)
| Č. | datum         | turnaj                     | kategorie | povrch | spoluhráčka          | poražené finalistky                         | výsledek              |
| -- | ------------- | -------------------------- | --------- | ------ | -------------------- | ------------------------------------------- | --------------------- |
| 1. | červenec 2016 | Amstelveen, Nizozemsko     | W10       | antuka | Francies Alticková   | Erika Vogelsangová Mandy Wagemakerová       | 6–4, 6–2              |
| 2. | červenec 2016 | Knokke, Belgie             | W10       | antuka | Francies Alticková   | Déborah Kerfsová Kelly Versteegová          | 6–4, 6–4              |
| 3. | červen 2018   | Sumter, Spojené státy      | W25       | tvrdý  | Luisa Stefaniová     | Julia Elbabová Sü Š'-lin                    | 2–6, 6–3, [10–5]      |
| 4. | březen 2019   | Irapuato, Mexiko           | W25       | tvrdý  | Paige Houriganová    | Verónica Cepede Roygová Renata Voráčová     | 6–1, 4–6, [12–10]     |
| 5. | květen 2023   | Naples, Spojené státy      | W60       | antuka | Christina Roscaová   | Sophie Changová Angela Kulikovová           | 6–1, 7–6(15–13)       |
| 6. | červen 2023   | Ystad, Švédsko             | W40       | antuka | Valerija Strachovová | Jenny Dürstová Fanny Östlundová             | 4–6, 7–6(7–3), [11–9] |
| 7. | září 2023     | Kuršumlijska Banja, Srbsko | W40       | antuka | Valerija Strachovová | Jekatěrina Makarovová Anastasija Gasanovová | 6–1, 6–4              |